# Ascalaphus dicax
Ascalaphus dicax is een insect uit de familie van de vlinderhaften (Ascalaphidae), die tot de orde netvleugeligen (Neuroptera) behoort. 
Ascalaphus dicax is voor het eerst wetenschappelijk beschreven door Walker in 1853.